# ジェネシスI
ジェネシスI（Genesis I）は、アメリカ合衆国の民間企業ビゲロー・エアロスペースによって設計・製造され、2006年に打ち上げられた、実験的な宇宙ステーションである。企業によって軌道に投入された世界初の宇宙ステーションモジュールであり、長期間の宇宙居住の実現性を確認するための様々なシステム、材料、技術の試験を行っている。ジェネシスIやその他のビゲロー・エアロスペース社のモジュールは、アメリカ航空宇宙局のトランスハブの設計を基にしている。

## 歴史
ジェネシスIは2006年7月12日14時53分30秒UTCにISCコスモトラスのドニエプルロケットで、ロシアのドンパロフスキー射場から打ち上げられた。軌道への投入は成功し、15時8分UTCからビゲロー・エアロスペースによる制御が可能となった。BA 330の3分の1の大きさに設計され、本体の軌道上での大きさは、長さ4.4m、直径2.54m、内部居住体積11.5m3となった。しかし軌道に入ってから膨張する設計となっており、打上げ時の直径はわずか1.6mだった。膨張には約10分を要した。
2006年12月にジェネシスIは太陽嵐が原因の大量の放射線を浴びた。システムの再起動は可能だったが、2007年3月時点でこれ以上の損傷は見られていない。
ジェネシスIは、打上げから660日後の2008年5月8日に1万周目を達成した。この時点で、地球と月の間の1154往復分に相当する4億3000万㎞以上の距離を飛行したことになり、7つ全ての大陸を含む1万4000枚以上の写真を撮影した。起動以来、電子装置も正常に機能し続けた。

## システム
ジェネシスIは両端に4枚ずつ8枚のヒ化ガリウム太陽電池パネルを備えている。合計で1キロワットの電力を生産し、26ボルトの電圧を供給する。13台のカメラを搭載しているが、7台は外部で本体の外層や太陽電池等の物理状態をモニターし、6台は内部で様々な実験や観測のための撮影を行った。内部の気圧は51.7kPaに保たれ、受動的温度制御で気温は4.5℃から32℃まで平均26℃に保たれた。膨張システムのために1つのガスタンクが使われ、姿勢制御はトルクロッド、太陽センサ、グローバル・ポジショニング・システム、磁気センサによって行われた。

## ペイロード
ジェネシスIには、飛行に必要なシステムや機器の他に様々な荷物が積み込まれた。ビゲロー・エアロスペースの職員は沢山の写真や玩具、カード等を入れた。また、マダガスカルヒッシングコックローチ、メキシコトビマメ等を含む生物学関連の実験装置も積みこまれた。さらに、ビゲロー・エアロスペースはNASAが将来のGeneSatミッションで使われるシステムを試験するためのGeneBoxと呼ばれる装置も積んでいる。GeneBoxには生物は入っていないが、将来は無重力が遺伝子や細胞や微生物の遺伝に与える影響をセンサ等を用いて調べる予定である。